# Manulea paucibarbata
Manulea paucibarbata är en flenörtsväxtart som beskrevs av O.M. Hilliard. Manulea paucibarbata ingår i släktet Manulea och familjen flenörtsväxter. Inga underarter finns listade i Catalogue of Life.